# 的場文男
的場 文男（まとば ふみお、1956年（昭和31年）9月7日 - ）は、大井競馬場東京都騎手会に所属していた元騎手。
「鉄人」「大井の帝王」の愛称で親しまれ、地方競馬全国リーディングを2回（2002年、2003年）、大井競馬リーディングを21回（1983年、1985年 - 2004年）獲得し、多くの重賞タイトルを手中に収めた。
大井競馬場所属調教師の的場直之は甥、同厩舎所属厩務員の的場勝之は長男、佐賀競馬の元調教師の的場信弘は兄（直之の父）にあたる。一方、日本中央競馬会（JRA）所属の元騎手で現調教師の的場均、その息子でJRA所属騎手の的場勇人らとは同姓だが血縁関係はない。

## 来歴
家具の一大生産地である大川市で家具運送業を営んでいた家の四男に生まれる（兄2人は運送業を継ぎ、三男が信弘、四男が文男）。幼少の頃より当時家具の原料の材木を運んでいた馬に親しんでおり、先に騎手をしていた信弘にも影響され自身も騎手を志す。
多くの名騎手を輩出した大井の調教師の小暮嘉久の門下の最後の直弟子である。中学時代に兄からの伝で浦和競馬場の厩舎を見学した帰路、羽田発の飛行機の待ち時間を利用して大井競馬場を見学した際に小暮に勧誘されたことにより、1971年（昭和46年）に騎手見習として小暮の厩舎に入り、中学卒業後に地方競馬教養センターの第20期長期騎手候補生となる。同期には森下博、山崎尋美、石川綱夫、保利良次、大井から宇都宮へ移籍した野木英文らがいる。
小暮一門の兄弟弟子は数多く、赤間清松や高橋三郎、辻野豊、瀧澤勝のほか、一時期厩舎に籍を置いた松浦備も兄弟子の一人である。さらに辿れば、小暮は戦前から群馬地区で活躍し、名調教師としてその名を残した塩野七郎の一門であるが、この塩野から広がる流れは現在の南関東公営競馬でも浦和や大井などで人数の多い主流人脈の一つである。
1973年（昭和48年）に騎手デビュー。デビュー時は小暮厩舎に所属、2005年（平成17年）5月31日まで長沼正義厩舎所属であったが、長沼の引退に伴い移籍。松浦備厩舎を経て、2008年（平成20年）6月16日から庄子連兵厩舎に所属していたが、2012年（平成24年）11月25日付で東京都騎手会所属（中央競馬におけるフリー騎手と同意）となった。
2025年（令和7年）2月14日、特別区競馬組合は同年3月31日付で的場が騎手を引退することを発表した。本人のコメントでは前年2月の膝の靭帯損傷で戦列を離れ、一時は騎乗を再開したものの「思うような騎乗ができず、体力的にも限界を感じるようになり」として引退の決断に至ったという。なお、後述の騎乗停止処分以降は騎乗しておらず、今後の騎乗も予定されていないため、2024年7月8日・大井競馬第3競走のブラウンリバティ（3着）が実質的な現役最終騎乗となった。2月17日に引退会見を行った。またその功績を称え、彼の騎手服（赤・胴白星散らし）は永久保存となった。騎手服の永久保存は佐々木竹見・石崎隆之・森泰斗に次いで4人目。
同年3月の免許満了を前に各地で引退記念イベントが実施されることとなった。
- 大井競馬場では3月24日から28日までイベントが行われるとともに、同日の最終競走は的場が騎乗した馬を冠した「ナイキジャガー賞」「カウンテスアップ賞」「ハシルショウグン賞」「コンサートボーイ賞」「ボンネビルレコード賞」が行われる。また28日はすべてのレースで的場にちなむレース名が付けられ、メインの第11競走「大井の『帝王』賞」では的場が表彰式プレゼンターを務める[8]。
- 的場の郷里である福岡県大川市に近接する佐賀競馬場では、30日に的場本人が来場し、引退記念セレモニーと引退記念競走が実施される[9]。
- 免許最終日となる31日には、地方競馬全国協会会議室で「免許返納式」が行われた。また、当日の水沢競馬・船橋競馬・名古屋競馬では的場の名を冠した「騎手生活51年に幕 ありがとう 的場文男騎手賞」として実施された[10]。

引退後はX（旧・Twitter）を開設した。

### 戦歴
- 1973年10月16日、大井競馬第5競走でデビュー。同年11月6日第4競走で初勝利。なお、初騎乗も初勝利もホシミヤマであった[12]。
- 1977年10月17日、アラブ王冠賞をヨシノライデンで勝利し、重賞初制覇[12]。
- 1983年、初の100勝以上となる129勝を挙げ、初の大井競馬リーディングを獲得[12]。
- 1985年、大井競馬の最優秀騎手賞を初受賞[13]。
- 1987年2月13日、大井競馬第10競走で、サイコーゲイルに騎乗し勝利。地方競馬通算1000勝を達成[13]。
- 1990年9月16日、中山競馬第7競走で、モガミリーフに騎乗し勝利。中央競馬初勝利を挙げる。
- 1993年11月29日、大井競馬第3競走で、キタノシルキーに騎乗し勝利。地方競馬通算2000勝を達成[13]。
- 1997年6月24日、帝王賞をコンサートボーイで勝利し、交流GI（当時）初勝利。的場は「最も記憶に残っているレースは？」と尋ねられると、武豊騎乗のバトルラインを負かしたこのレースを挙げる。
- 1999年12月8日、大井競馬第3競走で、オイワケキセキに騎乗し勝利。地方競馬通算3000勝を達成。この年、日本プロスポーツ大賞功労賞を受賞[13]。
- 2002年12月17日、浦和競馬第7競走でアウトオブタッチに騎乗し勝利。地方競馬通算4000勝を達成。この年は363勝。石崎隆之を抑えて初めての南関東及び地方競馬全国リーディングを獲得。
- 2003年、335勝を挙げ地方競馬全国リーディングを獲得。地方競馬最優秀騎手賞を受賞[13]。
- 2006年3月7日、浦和競馬第5競走でオールオアラヴに騎乗し勝利。地方競馬通算5000勝を達成[13]。
- 2007年2月16日、浦和競馬第7競走発走前のパドックにおいて、騎乗するはずだったホッカイエレガントに近づいたところ左脇腹を蹴られて転倒。すぐにさいたま市立病院に救急搬送された。検査の結果「左下部肋骨骨折の疑い」と診断されたが、搬送後、肋骨の骨折と左脾臓と左腎臓の損傷も確認され、7時間余りの手術を受けて集中治療を受けた。入院加療の後、驚異的な回復で約2か月後の4月16日の大井競馬で復帰。復帰最初のレースで勝利している[14]。
- 2008年、史上3人目となる地方競馬通算5500勝を4月20日に大井競馬場で達成した。
- 2009年、船橋競馬場と園田競馬場で行われたスーパージョッキーズトライアルで優勝。初のワールドスーパージョッキーズシリーズ出場となる。
- 2010年6月4日、第4回大井競馬5日目第6競走C3一組条件戦をコアレスコマンダーで優勝（12頭立て2番人気）し、31031戦目で地方競馬通算6000勝達成[15]。
- 2013年8月23日、川崎競馬第4競走をトーホウドラクロワで優勝（1番人気）し、35000戦目で地方競馬通算6500勝達成[13]。
- 2013年9月1日、韓国・ソウル競馬場で行われた韓日競走馬交流競走をトーセンアーチャー（5番人気）で制し、海外初勝利を挙げた[13]。
- 2015年5月6日、船橋・東京湾カップをドライヴシャフトで勝利。58歳7カ月29日での重賞勝利で、自身の持つ騎手の地方競馬最高齢重賞勝利記録を更新した[16]。
- 2017年5月17日、川崎・川崎マイラーズをリアライズリンクスで勝利し、地方競馬通算7000勝達成。同時に、自身の持つ騎手の地方競馬最高齢重賞勝利記録（60歳8カ月10日）を更新した[17]。
- 2018年7月17日、浦和競馬第6競走で、的場は1番人気のタマモサーティーンに乗り、ゴール付近で同馬に振り落とされたものの、審議の結果騎手の着地がゴール後であると判定され、1位入線が確定した。この時点で、的場の地方競馬通算勝利数は7145となった[18]。
- 2018年8月12日、大井競馬第5競走を、出走メンバー中唯一の初出走馬シルヴェーヌ（1番人気）で優勝し、地方競馬通算7152勝を達成。佐々木竹見が保持していた地方競馬通算最多勝記録7151勝を更新した[19][20]。
- 2018年11月4日、京都競馬第5競走でアールコンセンサスに騎乗し、JRA史上最年長騎乗記録を62歳1ヶ月29日に更新した[21]。
- 2020年12月2日、調教中に負傷し、戦線を離脱[22]。2021年1月18日から復帰し、20日大井競馬第1競走で復帰後初勝利を挙げた[22]。
- 2021年7月12日、大井競馬第4競走でシュッシュに騎乗して、地方競馬における史上最年長騎乗記録（64歳10ヶ月5日）を更新した[23]。
- 2021年7月14日、大井競馬第12競走をノートウォージーで勝利して、地方競馬における史上最年長勝利記録（64歳10ヶ月7日）を更新した[24]。
- 2023年3月8日、大井競馬第1競走をパワポケトシで勝利して、地方競馬通算7400勝を達成[25]。
- 2025年2月14日、同年3月31日付での引退を発表[26]。

### 主な勝ち鞍

#### 南関東重賞
- 帝王賞：ハシルショウグン（1993年）、コンサートボーイ（1997年）、ボンネビルレコード（2007年）
- 東京大賞典：カウンテスアップ（1986年）
- 川崎記念：カウンテスアップ（1985年 - 1987年）、アエロプラーヌ（1989年）
- ダイオライト記念：クリダンサス（1983年）、ハセカツトップ（1992年）
- かしわ記念：ヤマジュンオー（1994年）、ボンネビルレコード（2008年）
- 東京盃：ヒロツルチカラ（1990年）、ナイキゴージャス（1992年）
- 浦和記念：ガルダン（1985年）
- 日本テレビ盃：ボンネビルレコード（2008年）
- クイーン賞：アクアライデン（1996年）
- エンプレス杯：スピリツトエビス（1990年）、ローレルアンジュ（2006年）
- マイルグランプリ：ゴールドヘッド（1999年）、フレアリングマズル（2002年）、クレイアートビュン（2010年）
- 羽田盃：マルゼンアデイアル（1985年）、シナノデービス（1987年）、ブルーファミリー（1993年）、ナイキジャガー（1996年）、ゴールドヘッド（1998年）、ニックバニヤン（2008年）
- 戸塚記念：マルケンアキーラ（1987年）、ブルーワレンダー（2005年）、ナターレ（2011年）
- 桜花賞：ナイキグレース（1995年）、ナミ（2001年）、イチリュウ（2013年）
- 東京プリンセス賞：ナミ（2001年）、サルサクイーン（2002年）
- 大井記念:ケイアイレオーネ（2016年）
- 関東オークス：マウントグローリ（1991年）
- 東京2歳優駿牝馬：エスエスレデイー（1988年）、トミケンブライト（1999年）、ベルモントデーンズ（2000年）、ブラックムーン（2006年）
- 東京記念：トラストホーク（1982年）、シナノジョージ（1987年）、ガンガディーン（1994年）、ヨシノキング（1995年）、コンサートボーイ（1998年）、シャコーオープン（2004年）、ボンネビルレコード（2005年）、シュテルングランツ（2018年）
- 京成盃グランドマイラーズ：マグニフィカ（2012年）
- 東京湾カップ：ドライヴシャフト（2015年）
- 川崎マイラーズ：ザッハーマイン（2011年）、リアライズリンクス（2017年）
- 報知オールスターカップ：ケイアイレオーネ（2017年）
- フジノウェーブ記念：ケイアイレオーネ（2017年）
- スパーキングサマーカップ：ケイアイレオーネ（2017年）
- しらさぎ賞：ザッハーマイン（2011年）、ナターレ（2013年）
- 東京王冠賞（廃止）：ミサキネバアー（1982年）、アエロプラーヌ（1988年）、ハシルショウグン（1991年）、ブルーファミリー（1993年）
- スーパーチャンピオンシップ（廃止）：ナミ（2001年）
- グランドチャンピオン2000（廃止）：ナイキゴージャス（1992年）、ゴールドヘッド（1999年）
- 全日本アラブ大賞典（廃止）：ヨシノライデン（1977年）、ミスターヨシゼン（1988年 - 1989年）
- アラブダービー（廃止）：タイヨウペガサス（1986年）、ナイスフレンド（1994年）、アレッポオー（1996年）
- アラブ王冠賞（廃止）：ヨシノライデン（1977年）、タイヨウペガサス（1986年）
- 千鳥賞（廃止）：タイヨウペガサス（1986年）、ハチノカイウン（1991年）

#### 他地区重賞
- ダービーグランプリ（水沢）：アエロプラーヌ（1988年）[27]

#### その他
- 全日本リーディングジョッキー（1981年・1989年・1997年 - 1999年・2002年）
- 第10回ゴールデンジョッキーカップ（2001年）
- スーパージョッキーズトライアル（2009年）

### 各年成績
| 西暦   | 騎乗数 | 1着数 | 勝率 |
| ------ | ------ | ----- | ---- |
| 1973年 | 20     | 2     | .100 |
| 1974年 | 200    | 24    | .120 |
| 1975年 | 248    | 35    | .141 |
| 1976年 | 185    | 13    | .070 |
| 1977年 | 295    | 53    | .179 |
| 1978年 | 374    | 65    | .173 |
| 1979年 | 413    | 50    | .121 |
| 1980年 | 497    | 84    | .169 |
| 1981年 | 523    | 78    | .133 |
| 1982年 | 583    | 95    | .162 |
| 1983年 | 658    | 129   | .196 |
| 1984年 | 506    | 91    | .179 |
| 1985年 | 570    | 116   | .203 |
| 1986年 | 629    | 148   | .235 |
| 1987年 | 634    | 146   | .230 |
| 1988年 | 653    | 155   | .237 |
| 1989年 | 577    | 153   | .237 |
| 1990年 | 547    | 131   | .239 |
| 1991年 | 549    | 163   | .296 |
| 1992年 | 597    | 149   | .249 |
| 1993年 | 607    | 140   | .230 |
| 1994年 | 611    | 129   | .211 |
| 1995年 | 815    | 151   | .185 |
| 1996年 | 865    | 150   | .203 |
| 1997年 | 743    | 151   | .203 |
| 1998年 | 968    | 181   | .186 |
| 1999年 | 1161   | 237   | .204 |
| 2000年 | 1321   | 285   | .215 |
| 2001年 | 1580   | 348   | .220 |
| 2002年 | 1660   | 363   | .218 |
| 2003年 | 1716   | 335   | .195 |
| 2004年 | 1773   | 350   | .197 |
| 2005年 | 1360   | 258   | .190 |
| 2006年 | 1745   | 267   | .153 |
| 2007年 | 1252   | 203   | .162 |
| 2008年 | 1634   | 264   | .162 |
| 2009年 | 1357   | 208   | .152 |
| 2010年 | 1358   | 198   | .146 |
| 2011年 | 1176   | 141   | .120 |
| 2012年 | 1243   | 155   | .125 |
| 2013年 | 1219   | 149   | .122 |
| 2014年 | 1190   | 134   | .113 |
| 2015年 | 1302   | 145   | .111 |
| 2016年 | 1069   | 131   | .123 |
| 2017年 | 991    | 129   | .130 |
| 2018年 | 950    | 111   | .117 |
| 2019年 | 766    | 65    | .085 |
| 2020年 | 506    | 49    | .097 |
| 2021年 | 540    | 49    | .091 |
| 2022年 | 354    | 29    | .082 |
| 2023年 | 377    | 28    | .074 |
| 2024年 | 28     | 1     | .036 |
| 2025年 | 0      | 0     | .000 |
| 通算   | 43497  | 7424  | .171 |

- 数字は全て地方競馬での数字に限る。
- 勝利数の太字は地方競馬全国リーディング。

## 人物・騎乗スタイル
- レースの序盤から先頭集団に取り付いて、人馬一体となった力強い走りで、最後の直線コースでは「的場ダンス」という馬に鞭を入れて押し切る騎乗スタイルである。
- 好きな食べ物はカレー。これにちなんで、かつて大井競馬場で販売された「的場弁当」にはカレーピラフが入っていた。
- インタビューの際は筑後弁でしゃべる。

## エピソード

### 的場と東京ダービー
アラブダービーは通算3勝しているが、東京ダービーには2021年までに39回挑戦して2着は10回あるものの、出走時無敗の成績で単勝1.1倍の1番人気に支持された馬に騎乗しながら大出遅れを喫する（1993年、ブルーファミリー）などの不運もあって未勝利であり、「大井の七不思議の一つ」とまで言われている。ダービーに出走できなかったものまで含めると、3冠第1弾の羽田盃を圧勝しながらも故障したマルゼンアデイアル（1985年）、ナイキジャガー（1996年）、単勝元返し（1.0倍）の支持を受けた羽田盃で故障、予後不良になったベルモントドリーム（2000年）などの例もある。結果的に東京ダービーを勝利することなく引退となった。

#### 的場騎乗の東京ダービー2着馬
- 1986年：シナノジヨージ（優勝馬：ハナキオー・堀千亜樹）
- 1987年：シナノデービス （優勝馬：ジヨージレツクス・本間茂）
- 1989年：ホクテンホルダー（優勝馬：ロジータ・野崎武司）
- 1992年：ナイキゴージヤス （優勝馬：グレイドシヨウリ・石崎隆之）
- 1998年：ゴールドヘッド（優勝馬：アトミックサンダー・張田京）
- 1999年：タイコウレジェンド（優勝馬：オリオンザサンクス・早田秀治）
- 2003年：ナイキゲルマン（優勝馬：ナイキアディライト・石崎隆之）
- 2004年：キョウエイプライド（優勝馬：アジュディミツオー・佐藤隆）
- 2015年：パーティメーカー（優勝馬：ラッキープリンス・今野忠成）
- 2018年：クリスタルシルバー（優勝馬：ハセノパイロ・矢野貴之）

### 中央競馬への参戦
中央競馬では通算4勝。ガルダン（1987年）、ジョージモナーク（1990年）、ハシルショウグン（1993年）でジャパンカップへの参戦歴がある。前哨戦のオールカマーでも自ら手綱をとり、3頭とも2着に導いている（ガルダン・ハシルショウグンは後に中央競馬に移籍）。
その後、中央・地方の交流が盛んになり、石崎隆之（船橋）、内田博幸（当時：大井）、戸崎圭太（当時：大井）のように南関東から中央競馬へ積極的に参戦する騎手も出現し、中には内田や戸崎のように移籍する騎手も現れた。的場自身も「中央へ移籍することを真剣に考えたこともある」というが、当時（2000年代）は地方競馬が次々に廃止になっていたこともあり、「大井で育ったから大井には恩返ししないと」と移籍を踏みとどまった。また、「毎日攻め馬（調教）してレースで乗って、土日中央じゃ体がもたないですよ」「僕にとってのG1は大井なんです」として、中央でのレースに参戦することは少ない。
2009年には、阪神競馬場で行われるワールドスーパージョッキーズシリーズの地方競馬代表騎手として参戦。最下位に終わったものの、ジャパンカップダートでボンネビルレコードに騎乗した。
2018年には京都競馬場に参戦、メインのJBCクラシックでシュテルングランツに騎乗し、JRA主催のGI級競走での史上最高齢騎乗記録（62歳1ヶ月・当時）を更新した。

### 高知競馬場の招待競走
2002年から2004年までの3年間、高知競馬場で黒船賞（毎年3月）の前日に「的場文男騎手招待チャレンジカップ」が行われた。もともとは「佐々木竹見騎手招待チャレンジカップ」として行われていたが、2001年に佐々木竹見が引退し、同じ南関東で活躍している的場に白羽の矢が立ったもの。2レースを行い、着順をポイント化し、その合計により優勝を争った。2005年も開催を予定していたが、落馬事故による怪我の具合から開催までの復帰が難しいと判断され中止となり、以来この競走は行われていない。

### 制裁
- 2017年12月30日の大井競馬最終競走終了後、「緊急性を要する親族との面会」を目的とした外出許可願を提出し外出したが、酒酔い状態で帰所したことで、調整ルームに関する開催執務委員長の指示事項に違反したとして、翌2018年1月4日、5日の騎乗停止処分を科された[31]。
- 2024年7月6日、同じ大井競馬所属の同僚である後輩騎手との間に金銭トラブルを起こし、的場側に一方的に非がある事が認められたため、同月9日に特別区競馬組合より「競馬開催期間における不適切な行為により当該騎手による騎乗が競走の公正を害するおそれがあるため」として同月12日までの騎乗変更を命じられた。その後、特別区競馬組合実施規則第73条第1項第7号の「競馬の健全な施行に著しい悪影響を及ぼすべき非行があった」として、的場に対し同年7月29日から8月1日まで、4日間の騎乗停止処分を下した。なお、当該騎手について的場からの謝罪を受け入れている[32]。

### その他
- 2000年秋には『オールスター感謝祭』（TBSテレビ）に、人馬対決の馬の騎手として出演したが、ゲートオープン直後にベルモントルビーがつまづき落馬した（詳細はオールスター感謝祭を参照）。
- 的場公認のテーマソングとして、佐々木忠平が歌う「フ・ミ・オ」という曲が、地方競馬通算5000勝達成のセレモニーの際に流された[33]。
- 荒尾競馬の元騎手、現大井競馬澤佳宏厩舎の調教専門厩務員新町充寿がバレットを務めている[34]。
- 2018年の7152勝達成に際して、自身の半生が『大井の帝王』のタイトルで、鉄拳によりパラパラ漫画化された[35]。
- 2018年に地方競馬最多勝利日本記録を達成したことにより、関係者の話として的場の登録服色である「赤・胴白星散らし」について、永久保存とされる方向で検討されている[36]。
- 2019年4月26日、農林水産省より、農林水産大臣表彰を受賞する[37][38]。
- 2020年11月2日付で発表された秋の褒章で、中央・地方を通じ騎手として初めてとなる黄綬褒章を受章する[39]。
- 2023年10月16日、騎手デビュー50周年を迎えた記念として、浦和競馬場では第11競走で「おめでとう的場文男騎手デビュー50周年記念」を実施した。的場騎乗の競走馬が出走回避したため、レースでは騎乗しなかった。その後ウイナーズサークルで的場文男が出席した式典が開かれた。またこの日は帯広競馬場・盛岡競馬場・名古屋競馬場でも、的場文男の冠競走が行われた[40]。
- 現役期間中には骨折は10度以上見舞われ、前述の2007年2月の浦和競馬での落馬事故では肋骨骨折と内臓損傷で生死の境を彷徨っている。また、2005年にも大井競馬で落馬事故に遭い、上の前歯が9本抜けて顎は複雑骨折という重傷を負った。搬送後緊急処置を受けたが、半分残っている状態の歯もあり、鋸を使ってきれいに歯ぐきを削り、その後は麻酔をしながら1週間に1本ずつ抜く作業が続いた。最終的にはインプラントにして完治するまで2年を要した[14]。

## 著書
- 『還暦ジョッキー がむしゃらに、諦めない』KADOKAWA、2017年、ISBN 9784041054710

### 戦績の出典
- デビューから2002年まで：「的場文男騎手(大井)地方競馬通算4000勝達成！」地方競馬全国協会『Furlong』2003年2月号、4頁。
- 2003年以降：keiba.go.jp, 騎手リーディング情報(2014年8月27日閲覧)。